# 寝たきり
寝たきり（ねたきり、英:bedridden）は、意識の有無を問わず、常時ベッドから起き上がることが出来ない人から、「介護があれば日常生活支障なし」の状態をも含む曖昧な概念。日本国において、常に寝たきりで全面介護の人を表現する日常生活動作能力(ADL)に力点を置いた言葉である。

## 定義
介護保険制度における要介護認定の「日常生活自立度(寝たきり度)」では、生活自立ランクJ、A、B、Cが存在する。一番健康な区分であるJはほぼ独力で交通機関等を利用した外出出来る人が分類される。Aは「準寝たきり」と言われ、屋内では平気だが屋外に介助が必要である人が区分される。ランクB以下は「寝たきり」と言われ、 Bは屋内生活でも介助が必要で車いすを使う人が区分される。 Cはベット上で日中も生活し、排泄、食事、着替も要介助状態の人が区分される。
国立社会保障人口問題研究所によると、「厳密な意味」で寝たきりとは、自力でも体を起こせない全面介助状態を指す。「様態」としての意味では、一部か全面介助されれば体を起こすことが可能な人を指す。英語では、屋外のみ介助が要る一部介助の人を「house- bound」、ベットから体は起こせる人を「chair-bound」、体も起こせない全面介助の人は「bed-ridden」「bed-bound」などと呼んでいると解説している。

## 原因
- 脳梗塞・脳出血・蜘蛛膜下出血・脳動脈瘤破裂などの脳卒中による脳神経の障害。
- 脳腫瘍による脳神経の障害。
- 心筋梗塞などの心臓疾患時の心肺停止による低酸素脳症による脳神経の障害。
- 肝硬変などの肝臓の疾患に伴う肝性脳症。
- 脳挫傷・全身打撲時の心肺停止による低酸素脳症による脳神経の障害。
- 一酸化炭素中毒・二酸化炭素中毒時の心肺停止による低酸素脳症による脳神経の障害。
- 有毒のガス・薬物摂取時の心肺停止による低酸素脳症による脳神経の障害。
- 筋萎縮性側索硬化症・筋ジストロフィーなどの進行性神経麻痺・筋肉麻痺。
- パーキンソン病・ハンチントン病・多発性硬化症などの進行性神経麻痺。
- アルツハイマー型認知症・レビー小体型認知症・脳血管性認知症などの認知症。
- 外傷による脳・脳神経・中枢神経・頸椎・脊椎の障害
- 脳性麻痺

日本国では遷延性意識障害（植物状態）とは3か月以上も介助無しの自力で、移動不能、摂食不能、排泄行為不能、会話不能、意思疎通不能、追視あるいは認識不能の6項目を満たす状態と定義されている。これは、世界保健機関、PubMed、アメリカ合衆国政府、アメリカ合衆国の保健福祉省、イギリスのDepartment of HealthのNHS、日本の厚生労働省などの資料により世界の多くの国や地域に広く存在することが確認されている。
寝たきりは世界保健機関、臨床論文、アメリカ合衆国政府、アメリカ合衆国の保健福祉省、イギリスのDepartment of HealthのNHS、日本の厚生労働省などの資料により世界の多くの国や地域に広く存在することが確認されている。
世界保健機関、PubMed、アメリカ合衆国政府、アメリカ合衆国の保健福祉省、イギリスのDepartment of HealthのNHS、米国静脈経腸栄養学会や欧州臨床栄養代謝学会などが、寝たきり状態にならないようにする予防、寝たきりからの機能回復方法、 食事介助や人工栄養が必要な寝たきり患者を無理やり延命させずに自然に看取ることを推奨している。

## 永続または一時的に寝たきりだった有名人
- ジョージ5世(1865年6月3日～1936年1月20日)イギリス国王

1928年(63歳)に肺気腫、気管支炎、慢性閉塞性肺疾患、胸膜炎の進行で寝たきりになり、8年後の1936年1月に70歳で、肺気腫、気管支炎、慢性閉塞性肺疾患、胸膜炎で死亡した。
- 正岡子規(1867年10月14日～1902年9月19日)日本の文学者

1889年に肺結核と診断される。1896年に脊椎カリエスと診断されて以後は、歩行困難により寝たきりの日が多くなり、6年後の1902年に満34歳で死亡した。
- ウラジーミル・レーニン(1870年4月22日～1924年1月21日)ソビエト連邦最高指導者

1922年5月(52歳)に脳卒中で右半身麻痺になり、1922年12月に2回目の脳卒中で寝たきりになる。1923年3月に52歳で3回目の脳卒中で高次脳機能障害になり、1924年1月に53歳で4回目の脳卒中で死亡した。
- ヨシップ・チトー(1892年5月7日～1980年5月4日)ユーゴスラビア大統領

1980年1月後半に糖尿病の進行で寝たきりになり、約3か月後の1980年5月に87歳で多臓器不全、肺炎、心不全で死亡した。
- 毛沢東(1893年12月～1976年9月)中華人民共和国主席

1973年(80歳)に筋萎縮性側索硬化症の進行で寝たきりになり、3年後の1976年9月に82歳で筋萎縮性側索硬化症で死亡した。
- 周恩来(1898年3月～1976年1月)中華人民共和国首相

1975年9月(76歳)に膀胱癌の進行で寝たきりになり、4か月後の1976年1月に77歳で膀胱癌で死亡した。
- ロナルド・レーガン(1911年2月生～2004年6月没)アメリカ合衆国大統領

1992年(81歳)にアルツハイマー型認知症になり、9年後の2001年(90歳)に骨折で寝たきりになり、12年後の2004年に93歳で肺炎で死亡した。
- ネルソン・マンデラ(1918年7月～2013年12月)南アフリカ共和国大統領、人種差別廃止運動家

2013年6月(95歳)に呼吸器感染症になり、呼吸器の機能を喪失。人工肺で終末期延命され、6か月後の2013年12月に95歳で死亡した。
- マーガレット・サッチャー(1925年10月～2013年4月)イギリス首相

2000年(75歳)にアルツハイマー型認知症になり、9年後の2009年(84歳)に骨折で寝たきりになり、13年後の2013年4月に87歳で脳卒中で死亡した。
- アリエル・シャロン(1928年～2014年1月)イスラエル首相

2006年1月(77歳)に脳卒中で遷延性意識障害になり、8年後の2014年1月に85歳で低酸素脳症による多臓器不全で死亡した。
- 徳田虎雄(1938年2月～2024年7月)日本の医療法人徳洲会創業者・衆議院議員

2002年(64歳)に筋萎縮性側索硬化症になり、2年後の2004年(66歳)に嚥下障害で経口摂食が困難になって胃瘻を設置し、3年後の2005年8月(67歳)に寝たきりと呼吸困難になり、気管切開してカニューレと体外人工呼吸器を設置し、衆議院議員を引退。11年後の2013年10月(77歳)に徳洲会グループの公職選挙法違反事件で徳洲会グループ理事長を辞職し、グループの経営からも身を引く。寝たきりになってから19年後の2024年7月、86歳で死去した。
- スティーブン・ホーキング(1942年1月～2018年3月)イギリスの物理学者

1963年(21歳)に筋萎縮性側索硬化症になり、1985年(43歳)に肺炎になり、気管切開して人工呼吸器を設置、胃瘻設置、寝たきりになった。しかし、インテルがホーキングのために開発した音声合成装置を使用して、寝たきりのまま物理学者としての活動を継続。寝たきりになってから33年後の2018年3月時点に、76歳で死亡した。
- モハメド・アリ(1942年1月～2016年6月)アメリカ合衆国のプロボクサー・世界ヘビー級チャンピオン

1984年(42歳)にパーキンソン病を発症。1996年アトランタオリンピックの開会式で聖火台へ点火した時には、両腕手が不随意運動している状態であった。正確な時期は公開されていないが、晩年は寝たきりになり、発病から34年後の2016年に76歳で敗血症で死亡した。
- 河野澄子(1948年～2008年8月)松本サリン事件の被害者

1994年6月(46歳)にサリンの被害により一時的に心肺停止し、病院での蘇生措置で心拍と自発呼吸は再開したが、意識は回復せず、経管栄養療法で生命を維持していたが、意識を回復することなく、事件から14年後の2008年8月に60歳で低酸素脳症による多臓器不全で死亡した。
- アルナ・シャンバグ(1948年7月～2015年5月)インドの看護師

1973年11月(24歳)に性犯罪の被害で植物状態になり、意識が回復しない状態のまま経管栄養療法で生存し、2015年5月に66歳で肺炎により死亡した。
- カレン・クィンラン(1954年3月～1985年6月)アメリカ合衆国

1975年(21歳)に薬物の影響で一時的な心肺停止状態になる。その後、蘇生措置で心拍は再開したが、植物状態になり、人工呼吸器と経管栄養で生命維持されていた。両親は「カレンを安楽死させたい」と人工呼吸器の取り外しを主張したが、医師団が拒否したので、人工呼吸器の取り外しを求める訴訟を起こす。裁判所はカレンの両親の主張を認め、人工呼吸器の取り外しを承認する判決をした。判決に基づいて、医師団が人工呼吸器を取り外したが、カレンに自発呼吸能力が維持されていたので、その後も経管栄養療法により9年間生き続けて、植物状態になってから10年後の1985年に31歳で肺炎により死亡した。
- ヨハン・フリーゾ・ファン・オラニエ＝ナッサウ(1968年～2013年8月)オランダ王子

2012年2月(43歳)にオーストリアでスキー中、突如として発生した雪崩に巻き込まれ、低酸素脳症で遷延性意識障害になる。2012年3月にロンドンの病院に転院し、遷延性意識障害からの回復のための治療を受けていたが、2013年7月に意識が回復しないまま退院。オランダのハーグの自宅に戻され、遷延性意識障害になってから1年6か月後の2013年8月に44歳で低酸素脳症による多臓器不全で死亡した。
- ジェイソン・ベッカー(1969年7月～)アメリカ合衆国の作曲家・ギタリスト

1990年(21歳)に筋萎縮性側索硬化症になり、1996年(27歳)に気管切開して人工呼吸器を設置、胃瘻設置、寝たきりになったが、眼球の動きを利用した意思伝達により創作活動を続ける。寝たきりになってから2017年8月時点で、48歳で21年間生命維持中である。
- ジュール・ビアンキ(1989年8月～2015年7月)フランスの自動車レースドライバー

2014年10月(25歳)に日本でF1レース中、事故により外傷性のびまん性軸索損傷および遷延性意識障害になる。2014年11月(25歳)にフランスの病院に転院し、遷延性意識障害からの回復のための治療を受けていたが、2015年7月に25歳で死亡した。

### 障害が残ったものの一時的寝たきり
- ミハエル・シューマッハ(1969年1月～)ドイツの自動車レースドライバー

2013年12月(44歳)にフランスでスキー中、事故で外傷性の遷延性意識障害になる。6か月後の2014年6月(45歳)に意識を回復してリハビリを開始し、2014年9月に退院して自宅療養に移行したが、2014年1月5日時点で事故以前の意識状態までは回復していない。

## 遷延性意識障害者の生命維持に関する紛争
植物状態の患者に対して、胃瘻経管、食道経管、経鼻経管、経口経管などの経管栄養療法で、水分や栄養の投与や、自発呼吸能力を喪失している場合は、気管切開とカニューレと体外人工呼吸器の装着による意識回復のための治療、または、生命維持のための治療を継続するか、治療を中止して消極的に安楽死をさせるか、患者本人の事前意思表示がある場合は、その意思表示に基づいて治療方法が選択されるが、患者本人の事前意思表示がない場合は、患者にとって最も親等が近い家族である父・母・夫・妻・子の間で考え方の差異により、意見が対立して合意が形成できない状況になり、訴訟になり裁判で決着することもある。